# Lou Albano
Louis Vincent Albano (* 29. Juli 1933 in Rom, Italien; † 14. Oktober 2009 in Westchester County, New York, USA) war ein italienischer Wrestler, Wrestling-Manager und Schauspieler. Er wurde vor allem unter seinem Ringnamen „Captain“ Lou Albano und als Ringbegleiter (Manager) von Tag Teams und Einzelwrestlern bekannt.

## Karriere
Albano begann 1953 mit dem Wrestling. Erste Erfolge gelangen in den späten 50er Jahren zusammen im Tag Team mit Tony Altimore als The Sicilians, welches als Gimmick das Stereotyp des italienischstämmigen Cosa-Nostra-Gangsters darstellte. 1961 gewannen sie den wichtigen Midwest-Tag-Team-Titel, 1967 die WWWF United States Tag Team Championship. Jedoch änderten sie ihr Gimmick, nachdem sie von echten Mafiosi dazu aufgefordert wurden. Wirklich bekannt wurde er erst nach dem Ende des Tag-Teams, als er sich entschloss, Manager zu werden. Neben dem WWWF-Weltmeister Ivan Koloff wurde er vor allem als Manager von zahlreichen Tag-Teams bekannt, von denen 15 in den 20 Jahren seiner Tätigkeit den Tag-Team-Titel der WWF erhielten.
In den 1980er Jahren vereinbarte er eine Zusammenarbeit mit der Sängerin Cyndi Lauper. Diese bildete den Ausgangspunkt der Rock ’n’ Wrestling-Periode der WWF (seit 2002 WWE), die zur steigenden Popularität der Liga in den 80ern stark beitrug. Während Albano seinerseits kleine Rollen in einigen Videos von Lauper spielte (unter anderem in Girls Just Want to Have Fun), trat Lauper ihrerseits als Managerin in den WWF-Shows auf. Die von beiden jeweils gemanagten Wrestlerinnen fehdeten miteinander, die nachfolgende Versöhnung vor der Kamera verhalf ihm zu großer Popularität.
Albano nutzte seine durch die Zusammenarbeit mit Lauper gestiegene Bekanntheit, um als Schauspieler in Nebenrollen in Fernsehserien wie Miami Vice aufzutreten. 1987 spielte er in der Komödie Wise Guys neben Danny DeVito den Bösewicht Frankie "the Fixer" Avacano.
1986 beendete Albano seine aktive Zeit und spielte 1989 die Videospielfigur Super Mario in der The Super Mario Bros. Super Show!. Daneben trat er nur noch gelegentlich bei kleineren Independent-Ligen in seinem Manager-Gimmick und bei der WWF nur bei Legenden-Matches an.
1996 wurde Albano in die WWF Hall of Fame aufgenommen.
Im Jahr 2005 erlitt er einen Herzinfarkt und musste infolgedessen Gewicht abnehmen. Er wurde Vegetarier und nahm in der Folgezeit über 70 kg ab.
2008 trat Albano nur wenige Wochen vor seinem 75. Geburtstag endgültig vom Wrestling-Geschehen zurück, indem er nach einer Veranstaltung einer Independent-Liga verkündete, nun bei keiner Wrestling-Veranstaltung mehr anzutreten. An seinem 75. Geburtstag prügelte sich der Wrestler Jim Fullington, nachdem dieser zuvor einem Gastwirt ein Bierglas ins Gesicht geschlagen hatte, unter anderem mit Polizisten. Albano wurde für den Vorfall indirekt verantwortlich gemacht und zur Zahlung des im Lokal entstandenen Schadens verpflichtet.
Er starb am 14. Oktober 2009 im Alter von 76 Jahren.